# Феникс (списание)
„Феникс“ е българско младежко литературно списание, от което излиза само един брой в Орхание през юни 1922 г.
Задачата на списанието е да събуди у читателя интерес към науката и любов към литературата. В него се поместват стихотворения, разкази, пиеси, биографични очерци и рецензии. Главен редактор е Д. Облаков. Отпечатва се в печатница Мар. Н. Недков.